# Авиапочтовая марка

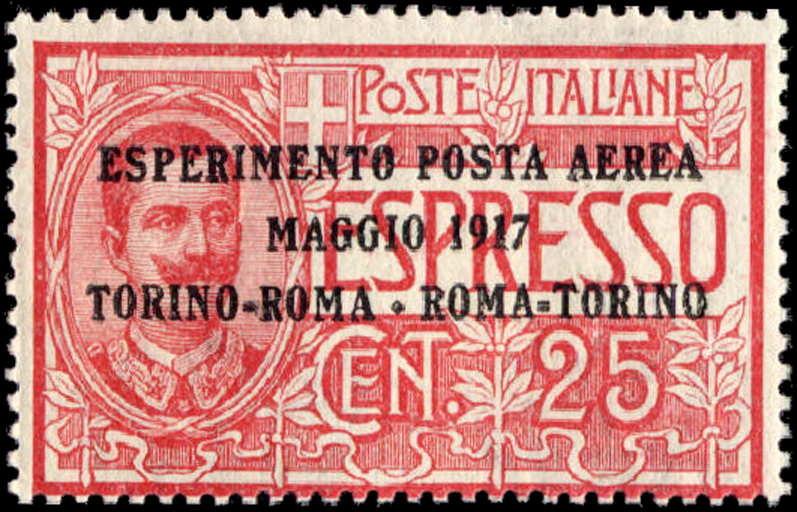

Авиапочтовая марка (также авиационная марка) — специальная почтовая марка для франкирования почтовых отправлений, пересылаемых авиапочтой, имеющая обычно соответствующий рисунок или текст. Авиапочтовые марки выпускались практически во всех странах. Являются объектами особой области коллекционирования — аэрофилателии. Авиапочтовые марки следует отличать от авиапочтовых ярлыков.

## Описание

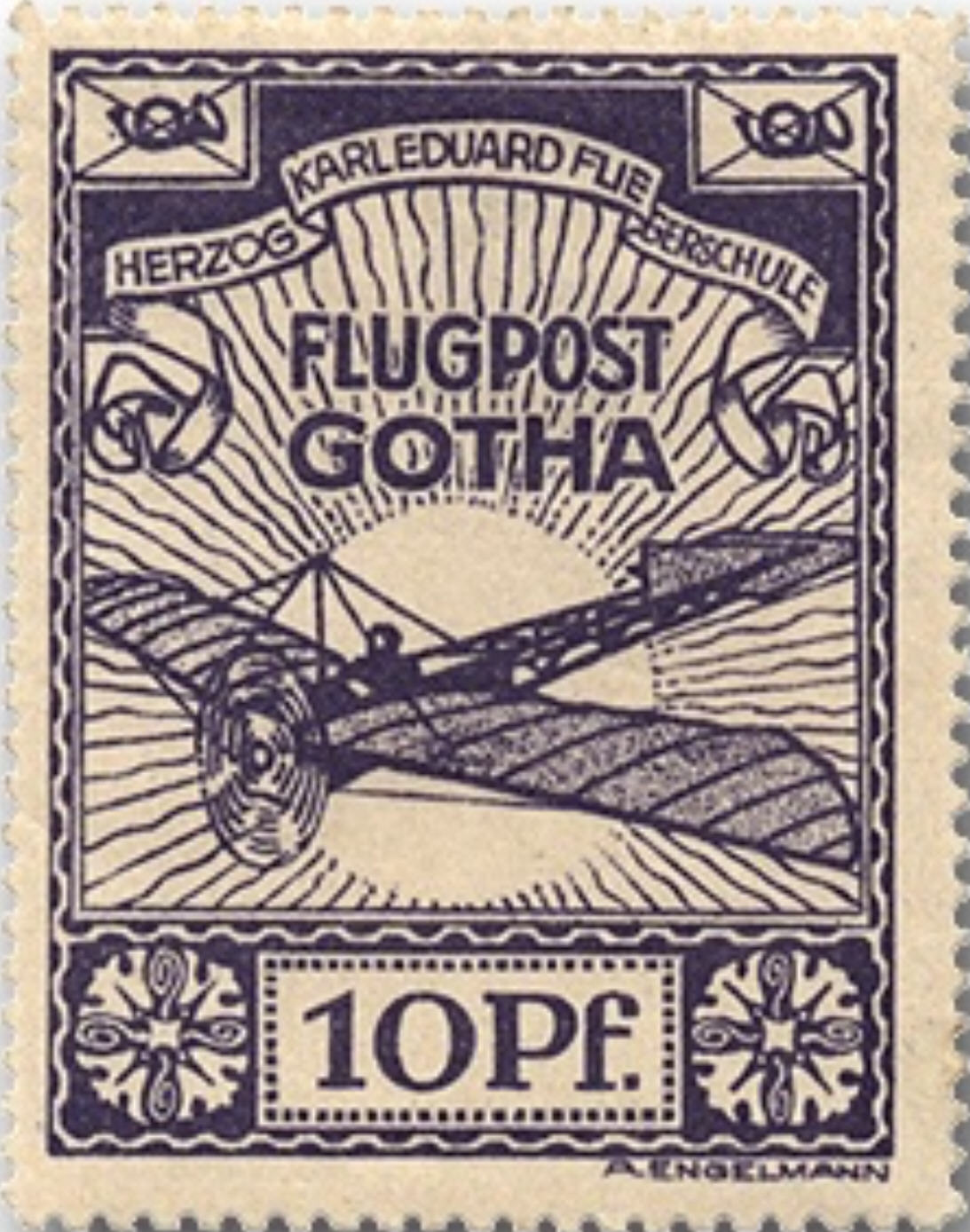

В мире эмитировано большое количество авиапочтовых марок. Они имеют различную форму, рисунки на марках весьма разнообразны, начиная со всех видов летательных аппаратов[≡], либо их частей, например, пропеллеров, крыльев, на авиапочтовые миниатюры также помещались изображения птиц (орлы, голуби), карты и схемы полётов, различные надпечатки и т. д. В ряде стран для их применения устанавливались определённые условия. В большинстве стран, в том числе и в СССР, для оплаты авиапочтовой корреспонденции могли применяться обычные почтовые марки и наоборот.

## Ранние выпуски авиапочты

### Первые

#### Полуслужебные
С 1912 года в Германии стали издавать так называемые полуслужебные авиапочтовые марки (или виньетки; нем. halbamtliche Flugpostmarke, англ. semi-official airmail stamp)[≡].

#### Официальные

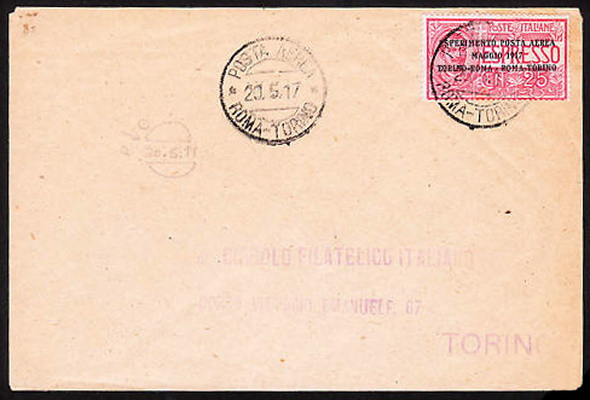
Почтовый конверт, франкированный Первые авиапочтовые марки мира авиапочтовой маркой Италии и отправленный из Рима в Турин (1917)

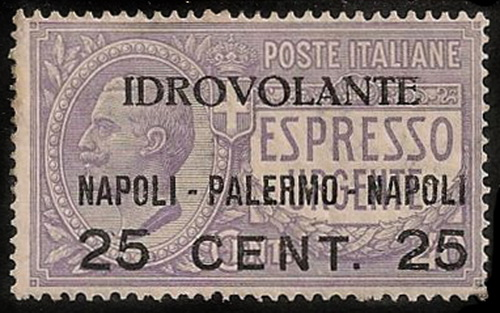

Первая официальная авиапочтовая марка увидела свет в Италии 20 мая 1917 года для экспериментальных полётов по маршруту Турин — Рим. Она представляла собой ранее выпущенную марку спешной почты с надпечаткой итал. «Esperemento posta aerea maggio / 1917 / Torino — Roma Roma — Torino» («Экспериментальная авиапочта / май 1917 / Турин — Рим Рим — Турин»)[≡]:

### Последующие ранние
27 июня 1917 года в Италии появилась марка для авиалинии Неаполь — Палермо. Она также представляла собой ранее изданную марку спешной почты с надпечаткой текста «Idrovolante / Napoli—Palermo—Napoli» («Гидросамолёт / Неаполь — Палермо — Неаполь») и нового номинала[≡].
30 мая 1918 года для первой в мире регулярной авиапочтовой линии Вена — Краков — Львов — Киев вышли три марки Австро-Венгрии. Они представляли собой надпечатку слова нем. «Flugpost» («Авиапочта») и нового номинала на стандартных марках 1916 года:

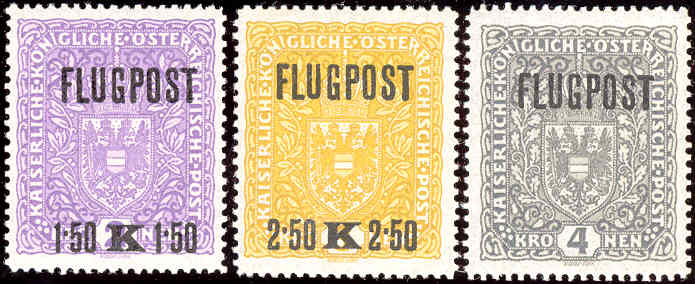
Надпечатка авиапочты на марках Австрии для первой регулярной Почтапочтовой линии Вена — Краков — Львов — Киев, 1918(Sc #C1—C3)

Первая серия из трёх авиапочтовых марок оригинального рисунка поступила в обращение в США в 1918 году для оплаты корреспонденции, пересылаемой между Вашингтоном, Филадельфией и Нью-Йорком. Первая марка из этой серии номиналом в 24 цента вышла 10 мая (Sc #C3). На ней был изображён биплан «Дженни» фирмы «Кёртисс», выбранный для перевозки почты:

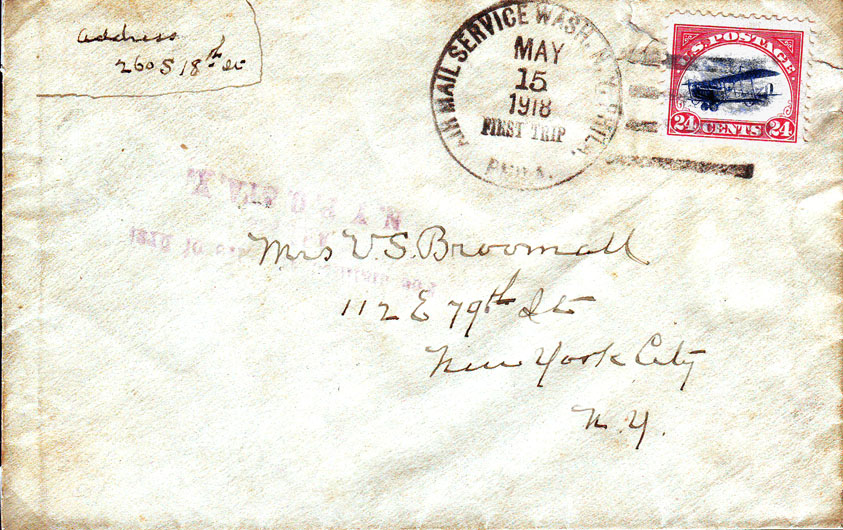
Первый авиапочтовый США 15 мая 1918 года: конверт первого полёта с авиапочтовой маркой Первые авиапочтовые марки мира выпуска(Sc #C3). Существует редкая перевёртка этой марки — «Перевёрнутая Дженни»

Остальные две марки этой серии США, повторяющие рисунок первой марки, с номиналами в 6 и 16 центов, вышли 10 декабря и 11 июля 1918 года, соответственно.

Ранние авиапочтовые марки некоторых стран
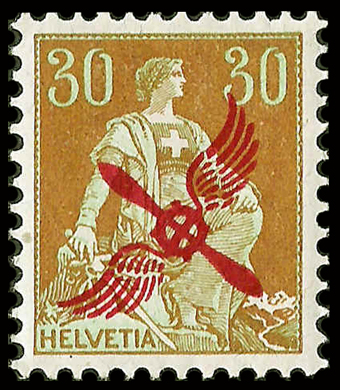
Первая[итал.] авиапочтовая марка Швейцарии (с надпечаткой), 1919 (Sc #С1)
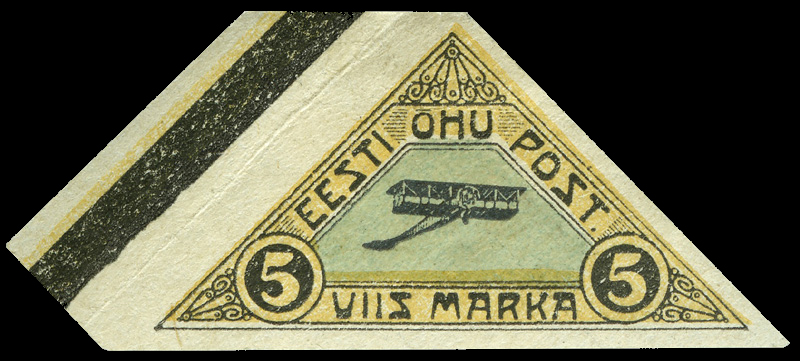
Первая авиапочтовая марка Эстонии, 1920 (Sc #С1)
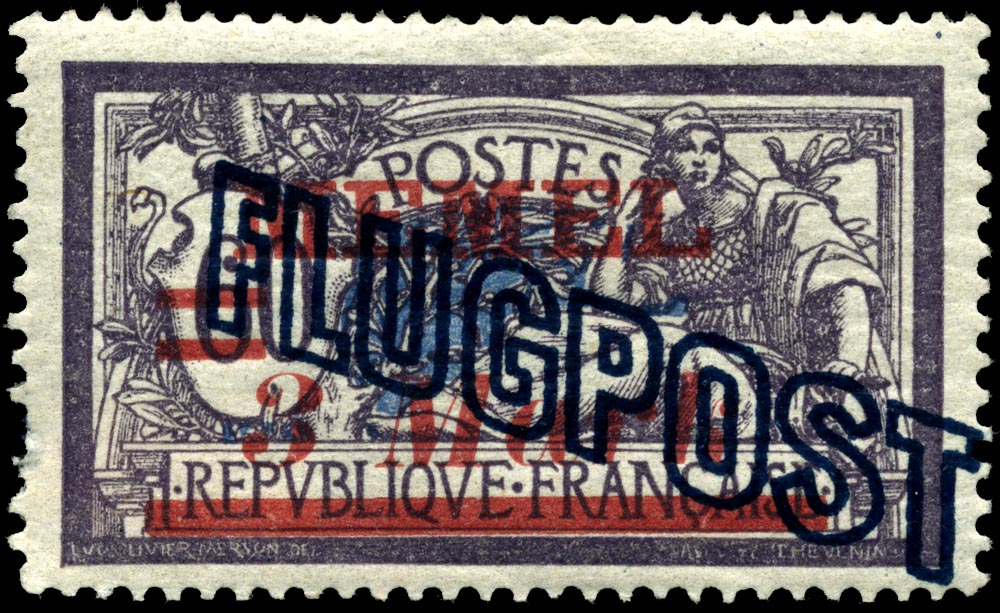
Надпечатка авиапочты на марке Мемеля[7], 1921 (Sc #C7)

В таблице ниже представлены данные о первых авиапочтовых эмиссиях отдельных стран мира.
| Даты выпуска первой и последней (по состоянию на 2009 год) авиапочтовых марок в странах мира | Даты выпуска первой и последней (по состоянию на 2009 год) авиапочтовых марок в странах мира | Даты выпуска первой и последней (по состоянию на 2009 год) авиапочтовых марок в странах мира |
| Страна / территория                                                                          | Дата выпуска первых марок                                                                    | Дата выпуска последних марок                                                                 |
| -------------------------------------------------------------------------------------------- | -------------------------------------------------------------------------------------------- | -------------------------------------------------------------------------------------------- |
| Австралия                                                                                    | 26 февраля 1920                                                                              | 6 января 1958                                                                                |
| Австрия (Австро-Венгрия)                                                                     | 30 марта 1918                                                                                | 31 мая 1968                                                                                  |
| Аджман                                                                                       | 15 ноября 1965                                                                               |                                                                                              |
| Азербайджан                                                                                  | 16 октября 1995                                                                              | —                                                                                            |
| Аитутаки                                                                                     | 9 сентября 1974                                                                              | —                                                                                            |
| Албания                                                                                      | 30 мая 1925                                                                                  | 25 ноября 1975                                                                               |
| Алжир                                                                                        | 20 июня 1946                                                                                 | 25 сентября 1993                                                                             |
| Ангола                                                                                       | 26 июля 1938                                                                                 | 15 июня 1980                                                                                 |
| Андорра (исп.)                                                                               | 27 июня 1951                                                                                 | 13 июня 1985                                                                                 |
| Андорра (фр.)                                                                                | 20 февраля 1950                                                                              | 25 апреля 1964                                                                               |
| Аргентина                                                                                    | 1 марта 1928                                                                                 | 15 сентября 1990                                                                             |
| Армения                                                                                      | 25 августа 1992                                                                              | 30 апреля 1996                                                                               |
| Афганистан                                                                                   | 1 октября 1939                                                                               | 1971                                                                                         |
| Багамские Острова                                                                            | 13 октября 1983                                                                              | 7 июля 1987                                                                                  |
| Бельгия                                                                                      | 30 апреля 1930                                                                               | 17 апреля 1958                                                                               |
| Бенин (Дагомея)                                                                              | 8 февраля 1940                                                                               | 1997                                                                                         |
| Болгария                                                                                     | 7 ноября 1927                                                                                | 7 июня 1989                                                                                  |
| Боливия                                                                                      | декабрь 1924                                                                                 | 7 декабря 1975                                                                               |
| Бразилия                                                                                     | 28 декабря 1927                                                                              | 31 июля 1966                                                                                 |
| Буркина-Фасо (Верхняя Вольта)                                                                | 4 марта 1961                                                                                 | 3 мая 1989                                                                                   |
| Бурунди                                                                                      | 2 июля 1964                                                                                  | 2 июня 1992                                                                                  |
| Бутан                                                                                        | 10 января 1967                                                                               | октябрь 1978                                                                                 |
| Ватикан                                                                                      | 22 июня 1938                                                                                 | 24 ноября 1992                                                                               |
| Великобритания                                                                               | 27 марта 2003                                                                                | 1 апреля 2004                                                                                |
| Венгрия                                                                                      | 4 июля 1918                                                                                  | 31 августа 1988                                                                              |
| Венесуэла                                                                                    | 5 апреля 1930                                                                                | 29 декабря 1971                                                                              |
| Габон                                                                                        | 23 июля 1960                                                                                 | 20 октября 1994                                                                              |
| Гаити                                                                                        | 4 ноября 1929                                                                                | 1999                                                                                         |
| Гайана                                                                                       | 14 ноября 1981                                                                               | август 1988                                                                                  |
| Гана                                                                                         | 5 октября 1959                                                                               | 27 февраля 1967                                                                              |
| Гваделупа                                                                                    | 22 июня 1942                                                                                 | 2 июня 1947                                                                                  |
| Гватемала                                                                                    | 20 мая 1929                                                                                  | 6 декабря 2001                                                                               |
| Германия (Веймарская республика)                                                             | 10 ноября 1919                                                                               | 31 марта 1955                                                                                |
| ГДР                                                                                          | 13 декабря 1957                                                                              | 6 октября 1987                                                                               |
| Гондурас                                                                                     | 29 апреля 1925                                                                               | 2007                                                                                         |
| Гренада                                                                                      | 3 февраля 1972                                                                               | 6 мая 1975                                                                                   |
| Греция                                                                                       | 21 октября 1926                                                                              | 1 июля 1958                                                                                  |
| Дания                                                                                        | 17 июня 1925                                                                                 | 9 июня 1934                                                                                  |
| Джибути                                                                                      | 27 июня 1977                                                                                 | 15 сентября 1989                                                                             |
| Доминиканская Республика                                                                     | 31 мая 1928                                                                                  | 13 декабря 1983                                                                              |
| Дубай                                                                                        | 15 июня 1963                                                                                 |                                                                                              |
| Египет                                                                                       | 10 марта 1926                                                                                | 13 декабря 2000                                                                              |
| Зона Панамского канала                                                                       | 11 января 1929                                                                               | 10 мая 1976                                                                                  |
| Израиль                                                                                      | 25 июня 1950                                                                                 | 23 декабря 1968                                                                              |
| Индия (Британская Индия)                                                                     | 22 октября 1929                                                                              | 15 октября 1979                                                                              |
| Индонезия                                                                                    | 15 декабря 1948                                                                              | 7 декабря 1949                                                                               |
| Иордания                                                                                     | 16 сентября 1950                                                                             | 8 апреля 1975                                                                                |
| Ирак                                                                                         | 1 февраля 1949                                                                               | 1 июня 1981                                                                                  |
| Иран (Персия)                                                                                | 12 февраля 1927                                                                              | 11 июля 1989                                                                                 |
| Ирландия                                                                                     | 7 апреля 1948                                                                                | 1 апреля 1965                                                                                |
| Исландия                                                                                     | 31 мая 1928                                                                                  | 3 сентября 1959                                                                              |
| Испания                                                                                      | 1 апреля 1920                                                                                | 13 апреля 1983                                                                               |
| Италия                                                                                       | 20 мая 1917                                                                                  | 28 марта 1973                                                                                |
| Кабо-Верде (Острова Зелёного Мыса)                                                           | 26 июля 1938                                                                                 | —                                                                                            |
| Камбоджа                                                                                     | 16 апреля 1953                                                                               | 4 марта 1986                                                                                 |
| Камерун                                                                                      | 17 марта 1941                                                                                | 10 сентября 1986                                                                             |
| Канада                                                                                       | 21 сентября 1928                                                                             | 16 сентября 1946                                                                             |
| Катар                                                                                        | 27 ноября 1966                                                                               | —                                                                                            |
| Китай                                                                                        | 1 июля 1921                                                                                  | 1958                                                                                         |
| КНДР                                                                                         | 4 февраля 1958                                                                               | —                                                                                            |
| Колумбия                                                                                     | 18 июня 1919                                                                                 | 27 ноября 1998                                                                               |
| Коморские Острова                                                                            | 15 мая 1950                                                                                  | 16 июня 2001                                                                                 |
| Конго                                                                                        | 15 декабря 1960                                                                              | 26 апреля 1993                                                                               |
| Корея (республика)                                                                           | 1 октября 1947                                                                               | 15 января 1986                                                                               |
| Коста-Рика                                                                                   | 4 июня 1926                                                                                  | 17 марта 2006                                                                                |
| Кот-д’Ивуар                                                                                  | 8 февраля 1940                                                                               | 31 мая 1990                                                                                  |
| Куба                                                                                         | 1 ноября 1927                                                                                | 11 июня 1993                                                                                 |
| Кувейт                                                                                       | 1933                                                                                         | 29 ноября 1964                                                                               |
| Кюрасао                                                                                      | 6 июля 1929                                                                                  | 1947                                                                                         |
| Лаос                                                                                         | 13 апреля 1952                                                                               | 2 июня 1986                                                                                  |
| Латвия                                                                                       | 30 июля 1921                                                                                 | 5 сентября 1933                                                                              |
| Либерия                                                                                      | 28 февраля 1936                                                                              | 14 февраля 1950                                                                              |
| Ливан                                                                                        | 21 января 1924                                                                               | 1981                                                                                         |
| Ливия (Итальянская Ливия)                                                                    | 28 октября 1928                                                                              | 1 октября 1966                                                                               |
| Литва                                                                                        | 25 июня 1921                                                                                 | 24 марта 1936                                                                                |
| Лихтенштейн                                                                                  | 12 августа 1930                                                                              | 3 апреля 1939                                                                                |
| Люксембург                                                                                   | 10 апреля 1931                                                                               | 24 мая 1952                                                                                  |
| Мавритания                                                                                   | 8 февраля 1940                                                                               | 10 февраля 1994                                                                              |
| Мадагаскар                                                                                   | 1942                                                                                         | 1998                                                                                         |
| Майотта                                                                                      | 1 марта 1997                                                                                 | 15 ноября 2003                                                                               |
| Макао (Аомынь)                                                                               | 25 июля 1936                                                                                 | 3 августа 1979                                                                               |
| Мали                                                                                         | 11 декабря 1959                                                                              | 25 мая 1994                                                                                  |
| Мальта                                                                                       | 1 апреля 1928                                                                                | 26 января 1984                                                                               |
| Марокко                                                                                      | 1 января 1922                                                                                | 6 июля 2000                                                                                  |
| Мартиника                                                                                    | 22 июня 1942                                                                                 | 2 июня 1947                                                                                  |
| Маршалловы Острова                                                                           | 15 февраля 1985                                                                              | 24 апреля 1989                                                                               |
| Мексика                                                                                      | 2 апреля 1922                                                                                | 26 апреля 1980                                                                               |
| Микронезия                                                                                   | 12 июля 1984                                                                                 | 20 июля 1994                                                                                 |
| Мозамбик                                                                                     | 1 августа 1938                                                                               | 28 октября 1987                                                                              |
| Молдавия                                                                                     | 20 июля 1992                                                                                 | 25 июля 1993                                                                                 |
| Монако                                                                                       | 22 августа 1933                                                                              | 8 ноября 1984                                                                                |
| Монголия                                                                                     | 5 июня 1961                                                                                  | 22 марта 2001                                                                                |
| Непал                                                                                        | 16 октября 1958                                                                              | 22 ноября 1979                                                                               |
| Нигер                                                                                        | 8 февраля 1940                                                                               | 28 марта 1991                                                                                |
| Нидерланды                                                                                   | 1 мая 1921                                                                                   | 13 мая 1980                                                                                  |
| Никарагуа                                                                                    | 12 мая 1929                                                                                  | 15 июля 1990                                                                                 |
| Новая Зеландия                                                                               | 11 ноября 1931                                                                               | 4 мая 1935                                                                                   |
| Новая Каледония                                                                              | 17 мая 1932                                                                                  | 11 октября 2001                                                                              |
| Норвегия                                                                                     | 13 июня 1927                                                                                 | 10 ноября 1941                                                                               |
| Острова Кука                                                                                 | 22 апреля 1966                                                                               | 5 декабря 1990                                                                               |
| Палау                                                                                        | 12 июня 1984                                                                                 | 24 марта 1994                                                                                |
| Панама                                                                                       | 8 февраля 1929                                                                               | 3 декабря 2003                                                                               |
| Парагвай                                                                                     | 2 января 1929                                                                                | 14 марта 1990                                                                                |
| Перу                                                                                         | 10 декабря 1927                                                                              | 30 ноября 1981                                                                               |
| Польша                                                                                       | 29 мая 1921                                                                                  | 2 февраля 1978                                                                               |
| Португалия                                                                                   | 30 марта 1923                                                                                | 21 сентября 1979                                                                             |
| Португальская Индия                                                                          | 1 августа 1938                                                                               | —                                                                                            |
| Португальский Тимор                                                                          | август 1938                                                                                  | 15 марта 1947                                                                                |
| РСФСР                                                                                        | 8 ноября 1922                                                                                | —                                                                                            |
| Руанда                                                                                       | 18 сентября 1967                                                                             | 1 ноября 1978                                                                                |
| Румыния                                                                                      | 4 сентября 1928                                                                              | 27 октября 2000                                                                              |
| Сальвадор                                                                                    | 28 декабря 1929                                                                              | 2 мая 1990                                                                                   |
| Самоа (Западное Самоа)                                                                       | 29 декабря 1965                                                                              | 9 марта 1973                                                                                 |
| Сан-Марино                                                                                   | 11 июня 1931                                                                                 | 28 сентября 1978                                                                             |
| Саудовская Аравия                                                                            | 1 октября 1949                                                                               | 1975                                                                                         |
| Сен-Пьер и Микелон                                                                           | 8 мая 1942                                                                                   | 5 мая 2007                                                                                   |
| Сенегал                                                                                      | 15 декабря 1935                                                                              | 7 июня 1991                                                                                  |
| Сент-Люсия                                                                                   | 1 марта 1967                                                                                 | —                                                                                            |
| Сирия                                                                                        | 1 декабря 1920                                                                               | 29 августа 1978                                                                              |
| Словакия                                                                                     | 20 ноября 1939                                                                               | 15 сентября 1944                                                                             |
| США                                                                                          | 13 мая 1918                                                                                  | 2012 Архивная копия от 15 февраля 2015 на Wayback Machine                                    |
| Сомали (Итальянское Сомали)                                                                  | 9 октября 1934                                                                               | 25 января 1972                                                                               |
| СССР                                                                                         | 5 мая 1924                                                                                   | 25 декабря 1979                                                                              |
| Судан                                                                                        | 10 февраля 1931                                                                              | 1 июля 1950                                                                                  |
| Суринам                                                                                      | 3 сентября 1930                                                                              | 11 апреля 1994                                                                               |
| Сьерра-Леоне                                                                                 | 27 апреля 1963                                                                               | 3 октября 1975                                                                               |
| Таиланд                                                                                      | 3 января 1925                                                                                | 15 сентября 1953                                                                             |
| Тайвань                                                                                      | 16 октября 1949                                                                              | 4 августа 1987                                                                               |
| Того                                                                                         | 8 февраля 1940                                                                               | 25 апреля 1988                                                                               |
| Тонга                                                                                        | 15 июля 1963                                                                                 | 17 ноября 1982                                                                               |
| Триест                                                                                       | 22 сентября 1945                                                                             | 9 октября 1954                                                                               |
| Тувинская Народная Республика                                                                | 4 апреля 1934                                                                                | 1936                                                                                         |
| Тунис                                                                                        | 20 апреля 1919                                                                               | 20 марта 1966                                                                                |
| Турция                                                                                       | 15 июля 1934                                                                                 | 11 декабря 1973                                                                              |
| Умм эль-Кайвайн                                                                              | 18 октября 1965                                                                              |                                                                                              |
| Уоллис и Футуна                                                                              | 13 декабря 1937                                                                              | 24 августа 2000                                                                              |
| Уругвай                                                                                      | 20 марта 1921                                                                                | 18 июня 1979                                                                                 |
| Филиппины                                                                                    | 13 мая 1926                                                                                  | 5 июля 1979                                                                                  |
| Финляндия                                                                                    | 17 сентября 1930                                                                             | 15 июля 1970                                                                                 |
| Фолклендские острова                                                                         | 19 сентября 2003                                                                             | —                                                                                            |
| Франция                                                                                      | 25 июня 1927                                                                                 | 19 февраля 2007                                                                              |
| Французская Гвиана                                                                           | 20 ноября 1933                                                                               | 2 июня 1947                                                                                  |
| Французская Индия                                                                            | 1942                                                                                         | 6 июня 1954                                                                                  |
| Французская Полинезия (Французская Океания)                                                  | 5 ноября 1934                                                                                | 15 ноября 1987                                                                               |
| Французские Южные и Антарктические территории                                                | 18 апреля 1956                                                                               | 2 ноября 1998                                                                                |
| Французский Индокитай                                                                        | 1 июня 1933                                                                                  | 13 июня 1949                                                                                 |
| Фуджейра                                                                                     | 16 августа 1965                                                                              |                                                                                              |
| Хорватия                                                                                     | 9 сентября 1991                                                                              | 24 июня 1992                                                                                 |
| ЦАР                                                                                          | 3 сентября 1960                                                                              | 10 октября 1995                                                                              |
| Чад                                                                                          | 15 декабря 1960                                                                              | 1 июня 1988                                                                                  |
| Чехословакия                                                                                 | 11 августа 1920                                                                              | 15 сентября 1977                                                                             |
| Чили                                                                                         | 4 мая 1927                                                                                   | 20 марта 1972                                                                                |
| Шарджа                                                                                       | 19 июля 1963                                                                                 |                                                                                              |
| Швейцария                                                                                    | 30 апреля 1919                                                                               | 1 июня 1963                                                                                  |
| Швеция                                                                                       | 18 сентября 1920                                                                             | 5 сентября 1953                                                                              |
| Шри-Ланка (Цейлон)                                                                           | 28 февраля 1963                                                                              |                                                                                              |
| Эквадор                                                                                      | 5 мая 1929                                                                                   | 25 мая 1983                                                                                  |
| Эритрея                                                                                      | 17 октября 1934                                                                              | 16 сентября 1936                                                                             |
| Эстония                                                                                      | 13 марта 1920                                                                                | 15 июля 1925                                                                                 |
| Эфиопия                                                                                      | 16 августа 1929                                                                              | 29 сентября 1967                                                                             |
| ЮАР (ЮАС)                                                                                    | 26 февраля 1925                                                                              | 23 ноября 2007                                                                               |
| Югославия                                                                                    | 15 июня 1934                                                                                 | 12 сентября 1962                                                                             |
| Япония                                                                                       | 3 октября 1919                                                                               | 2 октября 1961                                                                               |

### Редкие
Первая авиапочтовая миниатюра США 1918 года существует с перевёрнутым центром («Перевёрнутая Дженни») и является одной из известных и дорогостоящих марок мира[≡].
Однако самой редкой авиапочтовой маркой считается марка Гондураса под названием «Чёрный Гондурас», вышедшая в апреле 1925 года. Эта марка номиналом в 10 сентаво с чёрной надпечаткой исп. «Aero correo» и нового номинала известна только в четырёх экземплярах[≡].

Самые редкие авиапочтовые марки мира
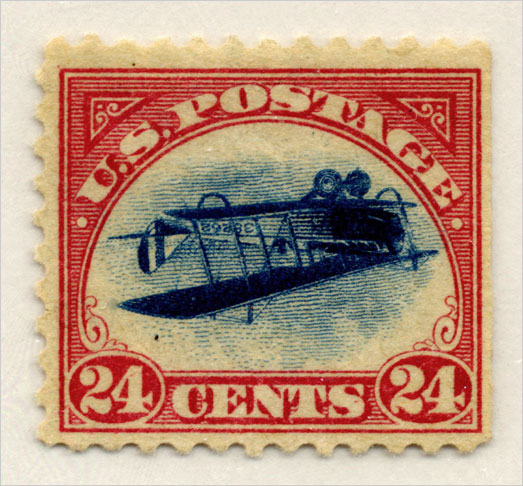
«Перевёрнутая Дженни», США, 1918 (Sc #C3a)[^]
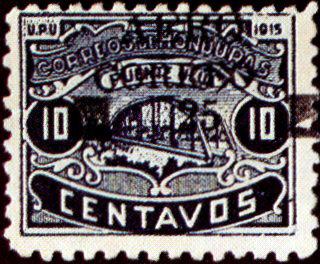
«Чёрный Гондурас», Гондурас, 1925 (Mi #193A)[^]

## Подвиды
Помимо обычных авиапочтовых марок, в ряде стран употреблялись авиапочтовые марки особого назначения. Так, например, германо-колумбийская авиапочтовая компания СКАДТА в 1921—1930 годах выпускала заказные авиапочтовые марки для оплаты пересылки заказной корреспонденции авиапочтой.
В некоторых странах, например, в Турции в 1929—1934 годах, для оплаты обязательного сбора сверх обычных авиапочтовых тарифов выходили авиапочтовые марки обязательного сбора. Их требовалось обязательно использовать в определённые периоды или в определённой местности.
Для оплаты дополнительного сбора за пересылку корреспонденции, пересылавшейся полевой почтой по воздуху, издавались особые авиационные марки для полевой почты. Подобные выпуски были, например, в Италии в 1943—1944 годах.
В отдельных странах, в том числе РСФСР, издавались служебные авиапочтовые марки. Они предназначались для оплаты пересылки служебной корреспонденции авиапочтой[≡].

## Советские выпуски

### РСФСР
В июле 1922 года посольство РСФСР в Берлине подготовило серию служебных авиапочтовых марок, предназначенных для оплаты пересылки служебной корреспонденции Народного комиссариата по иностранным делам РСФСР и других советских учреждений за границей, пересылаемой по авиалинии Берлин — Кёнигсберг — Москва. Выпуск представлял собой надпечатку текста «Воздушная почта Р. С. Ф. С. Р.» и нового номинала на марках консульской пошлины Российской империи[≡].

Марки из ранних выпусков авиапочты РСФСР (1922)
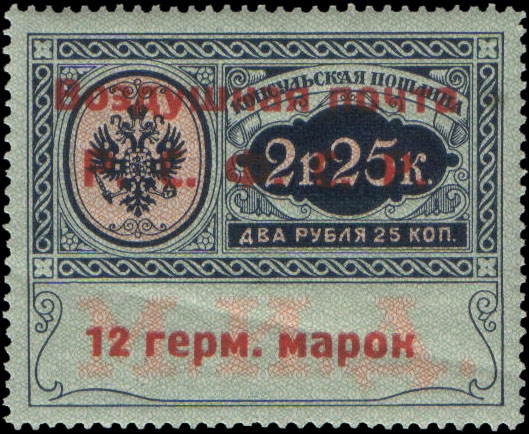
Служебная авиапочтовая марка (Mi #1)[^][^]
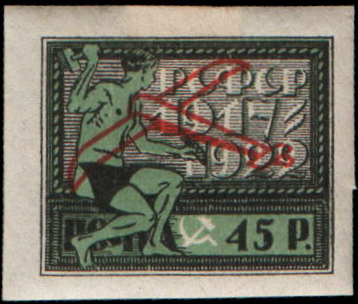
Первая[итал.] официальная авиапочтовая марка (Sc #C1)[^]

В ноябре 1922 года была выпущена первая авиапочтовая марка РСФСР — миниатюра номиналом в 45 рублей из серии «5-летие Октябрьской революции» в изменённом цвете, с красной надпечаткой контура самолёта. Она продавалась на почтамте Москвы и предназначалась для оплаты дополнительного авиапочтового сбора за пересылку корреспонденции по авиатрассе Москва — Кёнигсберг[≡].

### СССР
В октябре 1923 года была отпечатана первая серия авиапочтовых марок СССР. На четырёх миниатюрах художник Р. Зариньш изобразил летящий самолёт Fokker F.III. Однако серия вышла в обращение только в мае 1924 года с чёрной типографской надпечаткой нового номинала в золотой валюте:
| Первые авиапочтовые марки СССР (1923—1924) | Первые авиапочтовые марки СССР (1923—1924) | Первые авиапочтовые марки СССР (1923—1924)   | Первые авиапочтовые марки СССР (1923—1924) |
| ------------------------------------------ | ------------------------------------------ | -------------------------------------------- | ------------------------------------------ |
|                                            |                                            |                                              |                                            |
| 1923: не вышедшая в обращение (Mi #XV)     | То же (Mi #XVIII)                          | 1924: с надпечаткой (ЦФА [АО «Марка»] № 203) | То же (ЦФА [АО «Марка»] № 204)             |

На ранних советских авиапочтовых марках их предназначение указывалось в виде текста «Воздушная почта» (до 1931 года)[≡] или было принято написание «Авиопочта» (до 1944 года)[≡][≡]:

Примеры ранних авиапочтовых марок СССР
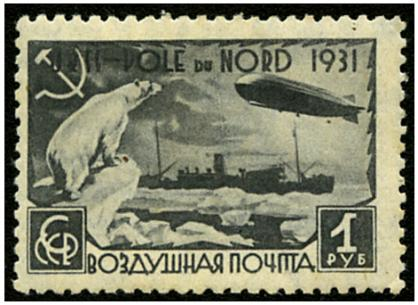
1931: надпись «Воздушная почта» (Mi #404C)[^]
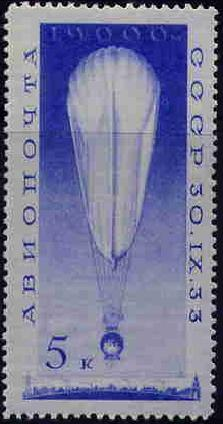
1933: надпись «АВИОПОЧТА (ЦФА [АО «Марка»] #435; Sc #C37)[^]
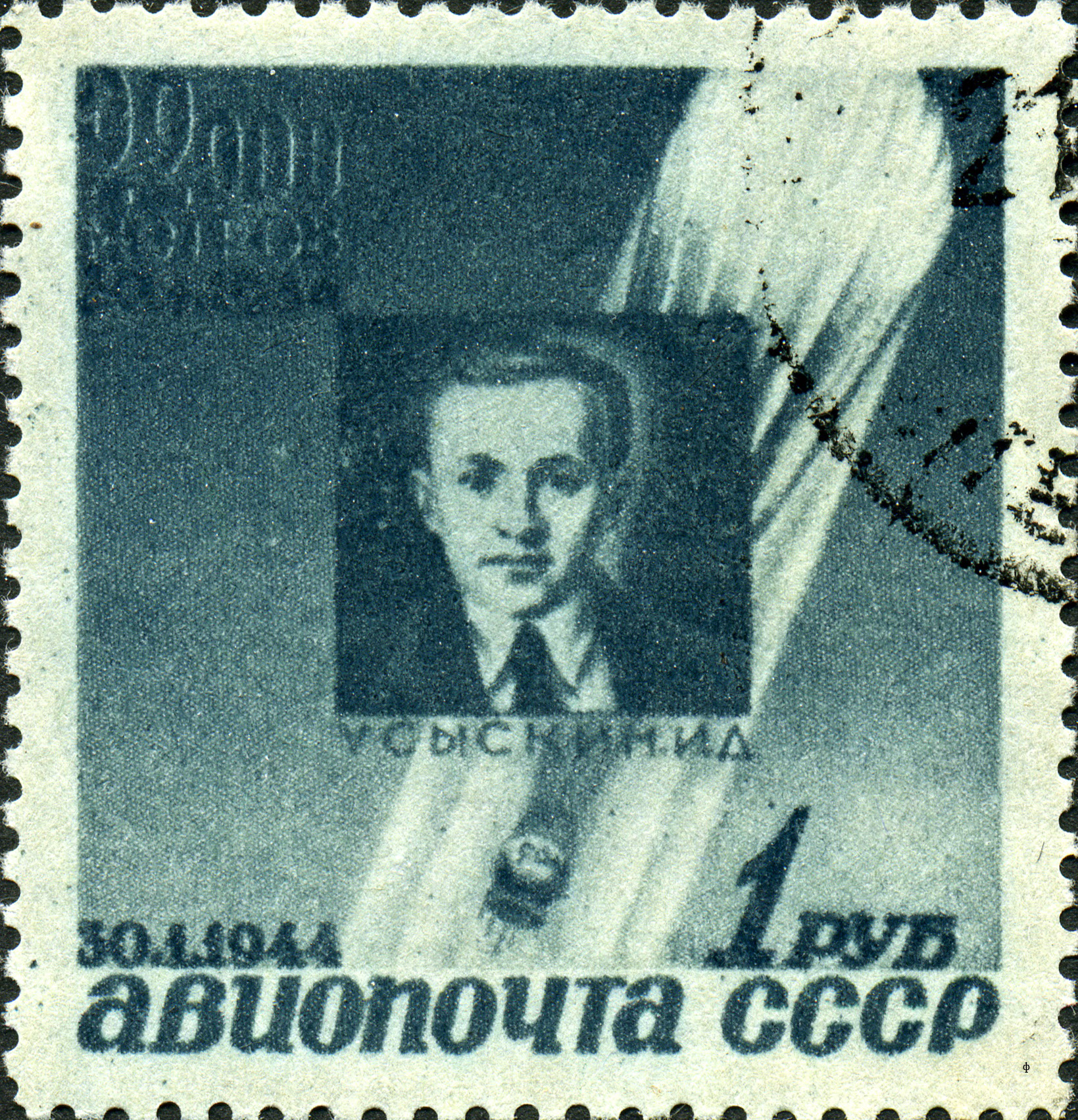
1944: надпись «АВИОПОЧТА (ЦФА [АО «Марка»] #880; Mi #892) (Sc #C78)[^]
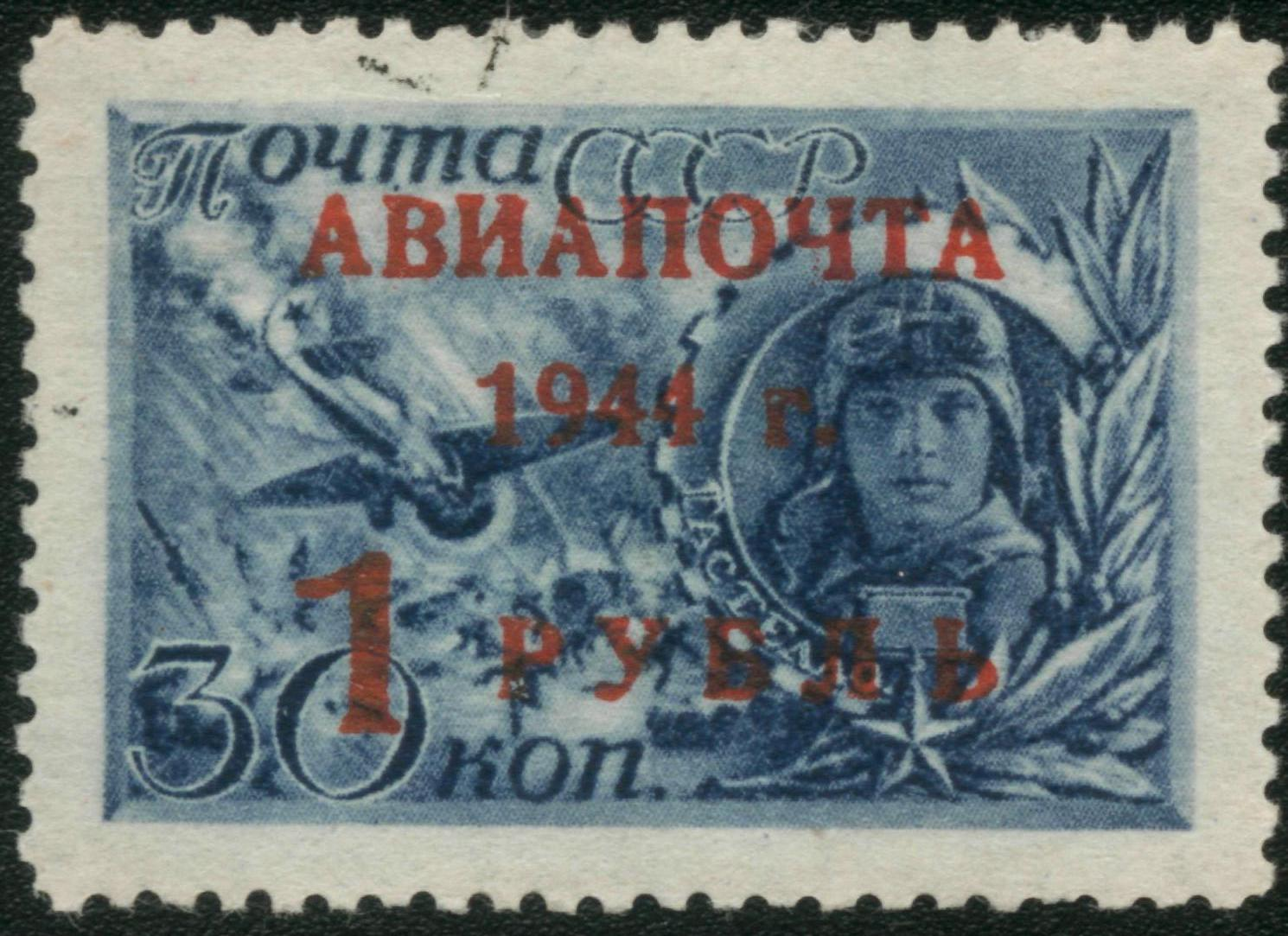
1944: надпечатка «АВИАПОЧТА (ЦФА [АО «Марка»] #893; Sc #C81) на марке в честь Гастелло (ЦФА [АО «Марка»] #889; Sc #861A)

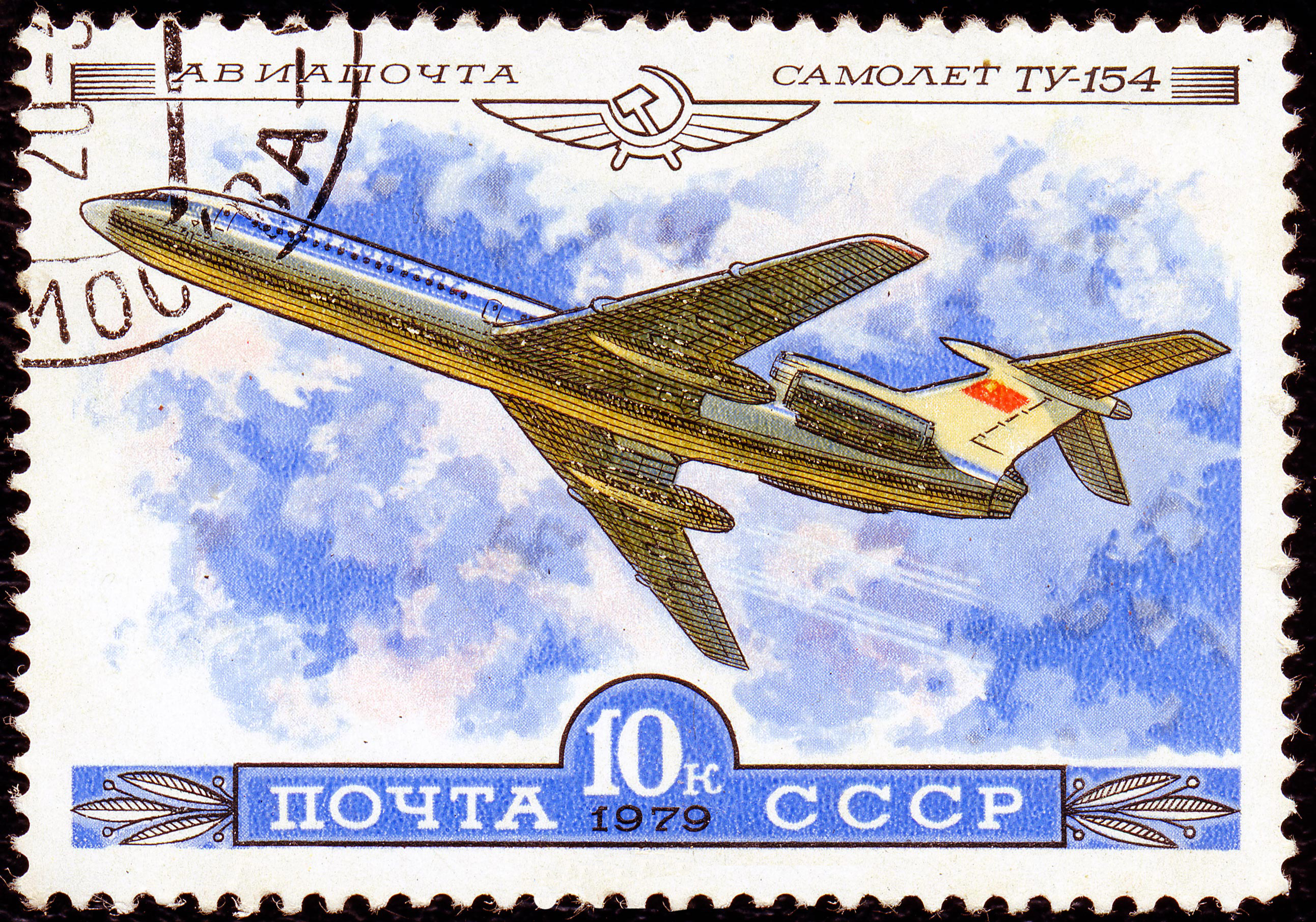

Последняя авиапочтовая марка СССР вышла в декабре 1979 года. Это была миниатюра из серии «История советского авиастроения» с изображением самолёта Ту-154[≡].

### Редкости
Одна из марок консульской серии 1922 года, так называемый «Консульский полтинник», является одной из самых редких почтовых марок РСФСР, её ориентировочный тираж 50—75 экземпляров[≡].
Из авиапочтовых марок СССР наибольшую редкость представляет марка, именуемая «Леваневский с надпечаткой». Она была выпущена ограниченным тиражом в августе 1935 года в память прерванного перелёта из Москвы в Сан-Франциско через Северный полюс и представляла собой марку СССР с портретом лётчика С. А. Леваневского с красной типографской надпечаткой текста «Перелет Москва — Сан-Франциско через Сев. полюс 1935» и нового номинала. Несколько экземпляров этой марки существуют с перевёрнутой надпечаткой[≡].
В марте 1960 года в связи с изменением стоимости простых авиаписем в обращение поступила марка номиналом в 60 копеек с изображением вертолёта Ми-4. В декабре 1961 года эта марка была снабжена надпечаткой новой стоимости «6 коп.», даты «1961 г.» и пущена в обращение[≡]. На части тиража двадцатая марка в листе надпечатана без цифры «6». Эта марка очень редкая[≡]. Известны фальсификаты.

Примеры редких советских авиапочтовых марок
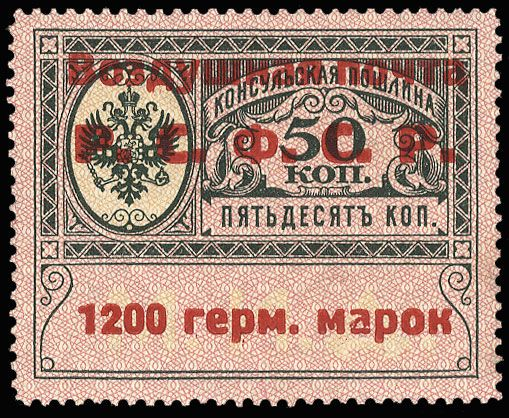
1922: «Консульский полтинник» — редкая консульская служебная марка РСФСР с надпечаткой «Воздушная почта» (Sc #СO6)[^][^]
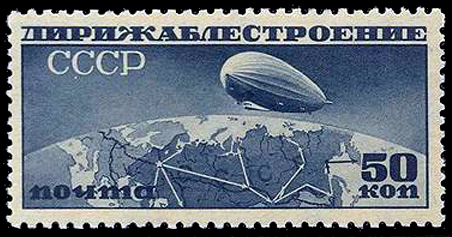
1931: «Аспидка» — редкая авиапочтовая марка марка СССР (ЦФА [АО «Марка»] #378; Sc #C23a)
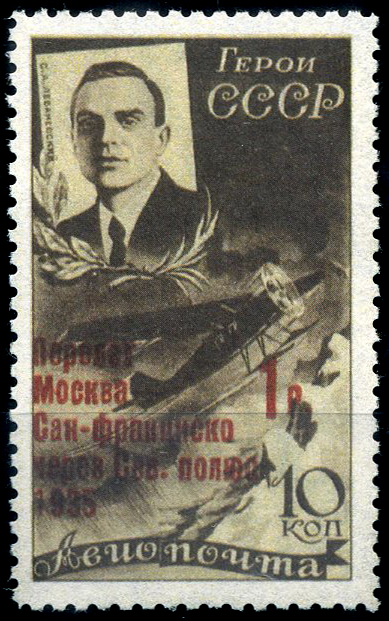
1935: «Леваневский с надпечаткой» — со строчной «ф» (ЦФА [АО «Марка»] #514I; Sc #C68b)[^]

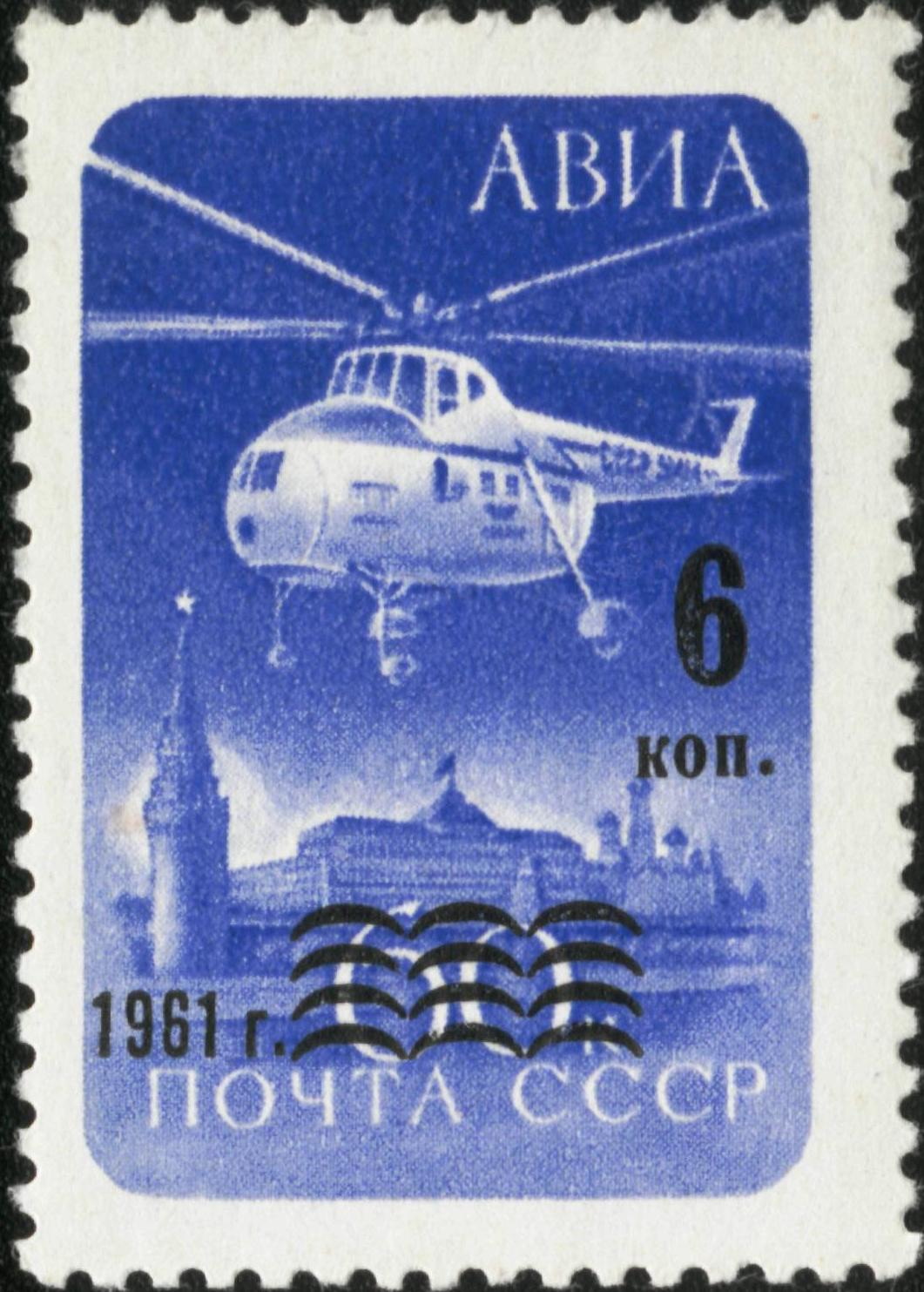
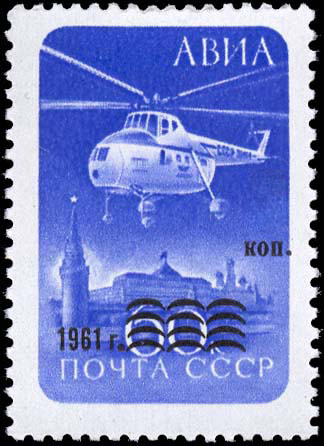

- 1961: надпечатка «6 коп.» (ЦФА [АО «Марка»] #2651; Sc #C99) на 60-копеечной авиапочтовой марке СССР 1960 года (ЦФА [АО «Марка»] #2404; Sc #C98)[^]
- То же, очень редкая надпечатка без цифры «6» (ЦФА [АО «Марка»] № 2651I)[^]